# Јуриј Озеров (режисер)
Јуриј Николајевич Озеров (рус. Ю́рий Никола́евич О́зеров; Москва, 26. јануар 1921 — Москва, 16. октобар 2001) био је совјетски филмски режисер и сценариста, најпознатији по спектакуларним ратним филмовима посвећеним Другом светском рату, укључујући изванредан петоделни циклус ослобађања од 1969. до 1971. године.
Озеров је паралелно са филмском каријером служио у КГБ-у, где је добио чин мајора у Седмој управи и био задужен за надзор. Управо се његови напори, односно генијално постављање минијатурних камера, приписују успеху акције којом је КГБ прикупио доказе против сопственог званичника Олега Пенковског, који је ухваћен и касније погубљен као амерички шпијун.

## Филмографија
- Александар Пушкин (1950)
- Арена смелих (1953)
- Син (1955) (1955)
- Кочобеј (1957)
- Фортуна (1959)
- Велики пут (1962)
- Ослобођење
  - Ватрена дуга (1970)
  - Пробој (1970)
  - Главни правац удара (1971)
  - Битка за Берлин (1971)
  - Последњи напад (1971)
- Визије осмице (1973)
- Војници слободе (1977)
- Ох, Спорт, Ти - Мир! (1981)
- Битка за Москву (1985)
- Стаљинград (1989)
- Трагедија века (1993)
- Анђели смрти (1993)
- Велики заповедник Георгије Жуков (1995)